# 赫蘭特·丁克
赫蘭特·丁克（羅馬化：Hrant Dink，1954年9月15日—2007年1月19日）是土耳其的亞美尼亞裔編輯、記者和專欄作家。他創辦了在土耳其出版的報章《犁溝報》（意譯自亞美尼亞語，意指犁溝，音譯為阿戈斯；有亞美尼亞語和土耳其語版本），並曾擔任總編輯，成為在土耳其亞美尼亞少數族裔的名人。
他堅持第一次世界大戰期間，奧斯曼帝國曾引起“亞美尼亞大屠殺”，因而遭到極端分子的威脅。2007年1月19日，他到達伊斯坦堡希什利區的報社門外時，遭奧京·薩馬斯特向他連開數槍。丁克頭部和身上分別中了兩彈，當場死亡。
1月20日，土耳其總理雷杰普·塔伊普·埃爾多安宣布奧京·薩馬斯特被捕。
2006年诺贝尔文学奖获得者、土耳其著名作家奥尔汗·帕穆克是其生前好友，在丁克遇刺后也收到了恐吓威胁并因而推迟了对德国的访问计划。

## 外部連結
- http://www.agos.com.tr （页面存档备份，存于）
- http://www.birgun.net/index.php?sayfa=73&view_author=39 （页面存档备份，存于） （土耳其文）